# Curtume

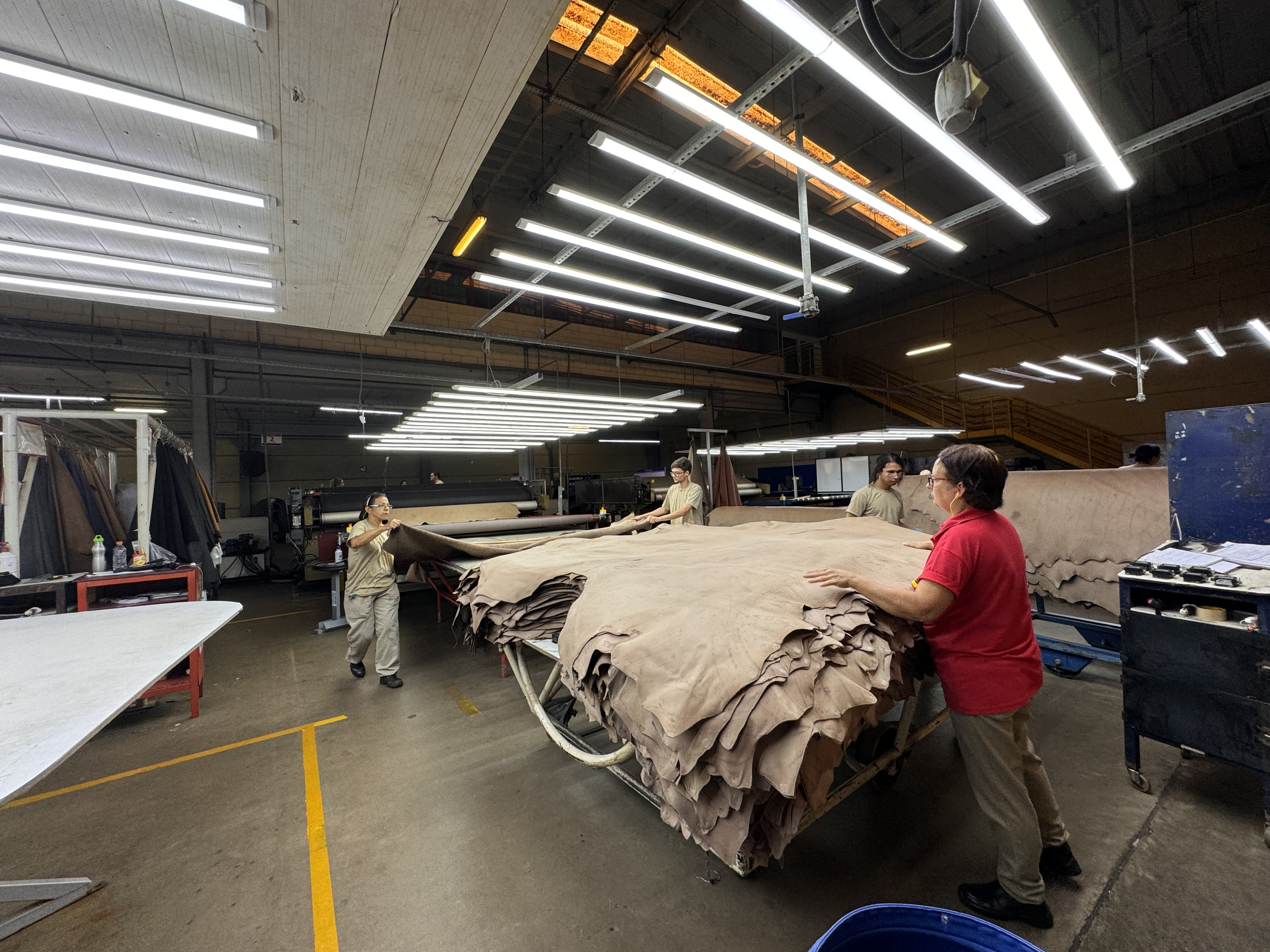
Curtume moderno (JBS USA)

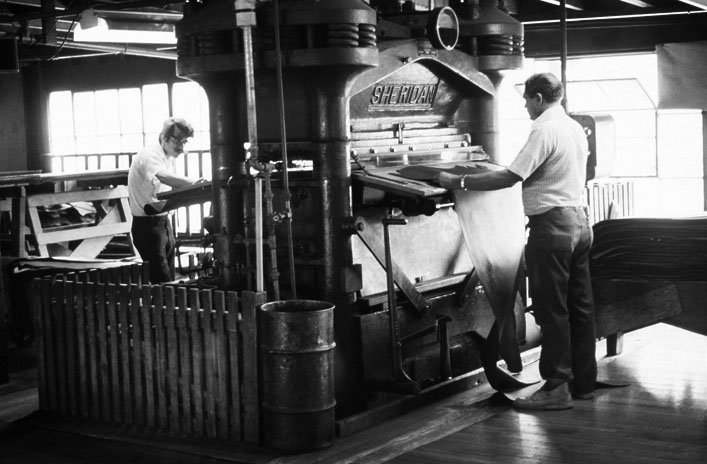
Dois homens pressionam o couro, no final da produção de curtumes c. 1976

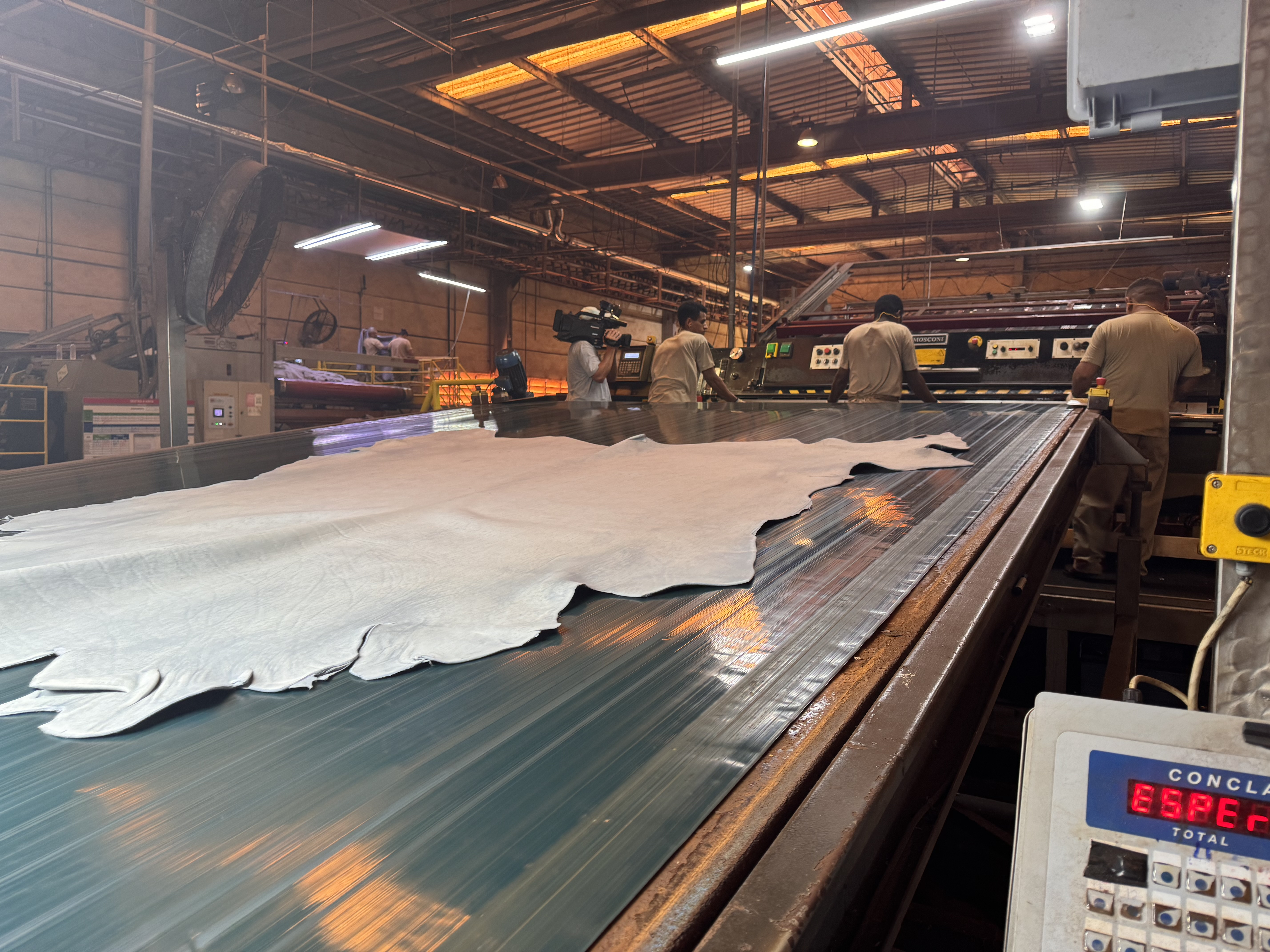
Curtume de itumbiara ([JBS USA)

Curtume, curtição ou curtimento são operações de processamento do couro cru. O local onde essas operações são realizadas é chamado alcaçaria, ou curtume. Tem por finalidade tornar a pele utilizável para a indústria e o atacado. Os curtimentos (de curtir) mais comumente utilizados são o vegetal e, principalmente, o mineral.

## Descrição
Desde o início da humanidade, se tem notícias de tratamento de peles e couros, algumas pela simples desidratação, processo simples onde se utiliza algum tipo de sal para auxiliar este sistema. O mais comum é o cloreto de sódio, o sal de cozinha também utilizado na culinária, oriundo da extração marinha. Como também pelo processo químico do curtimento onde se oferece ao colágeno (parte principal e mais importante do processo coureiro), substâncias tanantes, que nada mais são que conservadores vegetais ou minerais para o couro.
As primeiras notícias que se tem sobre estas substâncias, são as extraídas de alguns tipos de cascas de árvores, que apresentam grande teor de tanino, substância esta que ligada ao colágeno, permite um isolamento das fibras naturais contra fungos e bactérias que são as responsáveis pela degradação da pele "in natura".
Atualmente a substância mais utilizada pelos curtumes, é o cromo III. Esta escolha se dá pela maior agilidade no processo de curtimento, barateando os custos, e tornando-o comercial para todo o planeta, já que com muita facilidade se encontra couros de diversas nacionalidades viajando pelo mundo, porém este produto é o maior vilão desta indústria, pois é tóxico e necessita de grande tempo para sua total absorção pela natureza.

## Defeitos do couro
Os defeitos apresentados pelas peles podem ter diferentes origens. Alguns são causados durante a vida do animal, outros de certos procedimentos de fabricação, eles são: a esfola; a conservação; processamento das peles.
Depois de terminado o fabrico, a quantidade de imperfeições presentes na superfície (flor) do couro o faz ter seu preço inversamente proporcional.
Defeitos pré-produção
Marcas a fogo

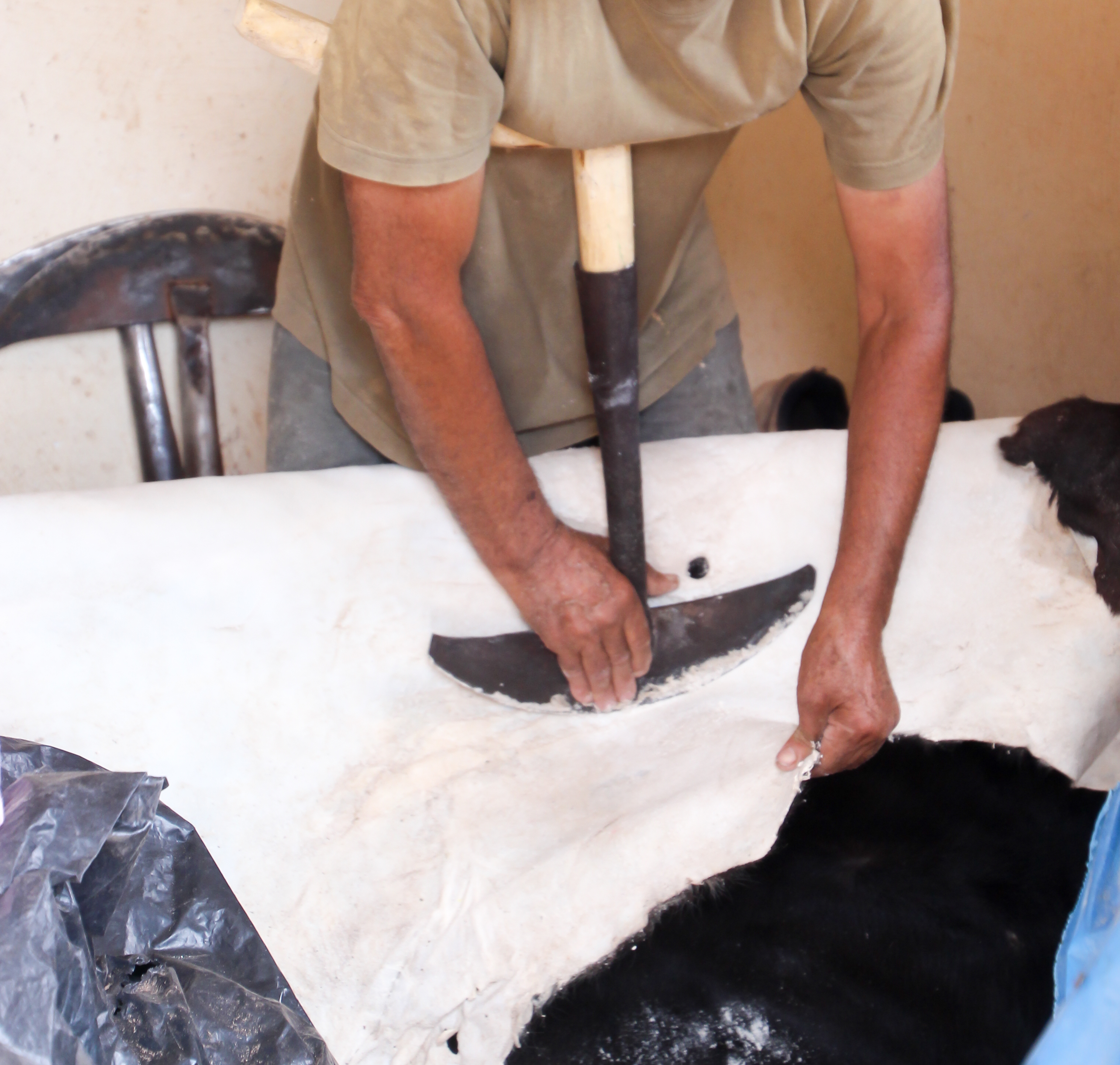
Este homem limpa a pele de animal de toda a gordura e impurezas. Imagem captada na Tannerie de Marraquexe, Marrocos. Neste complexo, gerido por uma associação de artesãos, todo o processamento de peles e fibras vegetais é manual e todo o processo respeita a tradição.

A marcação a fogo é feita para identificar o gado de determinado rebanho. As marcas originadas acarretam o surgimento de defeitos e a consequente desvalorização das peles.
As marcas são normalmente profundas e a cicatriz resultante é visível no carnal, e, quando executadas sobre a zona do grupão, determinam perdas incalculáveis.
A Lei nº4.714 de 29 de junho de 1965 disciplina o assunto e proíbe o uso de marca maior que 0,11m de diâmetro, indicando, ainda, as zonas da pele do animal passíveis de marcação. Assim, as zonas da cara, pescoço, pernas e regiões fora da zona do grupão, podem receber marcação.
No transporte dos animais
Durante o transporte dos animais, podem ocorrer lacerações e marcas nas peles, provocadas por parafusos ou pregos salientes, eventualmente existentes nos vagões e carroçarias.

## Os processos
Os processos de um curtume vão além do curtimento propriamente dito, e são classificados da seguinte maneira:
- Salga: Processo este que permite ao couro ser transportado e armazenado por vários dias, já que a vida útil do couro após a esfola é de apenas 6 horas.
- Remolho: Este processo permite a retirada do sal, utilizado para a conserva e inicia-se o primeiro passo para a transformação de pele em couro.
- Depilação: Nesta etapa utiliza-se o enxofre em sua forma de sulfeto de sódio para dissolver os pelos, compostos quase totalmente por queratina, substância esta que é atacada pelo enxofre.
- Caleiro: Este é o momento onde se adiciona cal hidratada para provocar o intumescimento das peles, a fim de promover a limpeza entre as fibras, permitindo que os próximos processos tenham maior eficácia.
- Desencalagem: Após obter a limpeza entre fibras, retira-se esta cal, e inicia-se a acidificação das mesmas para então se iniciar o processo de curtimento, neste momento, utiliza-se também alguns tipos de enzimas para auxiliar neste processo de retirados de substâncias que resistiram ao caleiro; este processo é chamado purga.
- Acidificação e curtimento: Neste momento, fornecemos aos couros uma quantidade de ácidos inorgânicos para que possamos acertar o pH destas peles e então inicia-se o processo de curtimento que é a oferta de tanantes minerais (cromo, alumínio, titânio, zircônio, etc.) ou vegetais ricos em taninos (casca de angico, barbatimão, castanheira, quebracho, mimosa, acácia, mirabolano, gambier etc.).[necessário esclarecer]

1. ↑  «curtume». Dicionário Priberam da Língua Portuguesa. Priberam Informática. Consultado em 1 de fevereiro de 2025
2. ↑  «curtição». Dicionário Caldas Aulete da Língua Portuguesa. www.aulete.com.br. Lexikon Editora Digital. Consultado em 1 de fevereiro de 2025
3. ↑  «curtimento». Dicionário Brasileiro da Língua Portuguesa. Michaelis. Consultado em 1 de fevereiro de 2025
4. ↑  «alcaçaria». Dicionário da Língua Portuguesa da Porto Editora. Infopédia. Consultado em 1 de fevereiro de 2025
5. ↑  «curtume». Dicionário Caldas Aulete da Língua Portuguesa. www.aulete.com.br. Lexikon Editora Digital. Consultado em 1 de fevereiro de 2025
6. ↑  «curtir». Dicionário da Língua Portuguesa da Porto Editora. Infopédia. Consultado em 1 de fevereiro de 2025